# Раді Жаїді
Раді Бен Абдельхамід Жаїді (араб. رَاضِي بن عَبْد المَجِيد الجعَايدِي; нар. 30 серпня 1975, Габес) — колишній туніський футболіст, що грав на позиції захисника.

## Клубна кар'єра
Народився 30 серпня 1975 року в місті Габес. Вихованець футбольної школи клубу «Есперанс». Дорослу футбольну кар'єру розпочав 1993 року в основній команді того ж клубу, в якій провів одинадцять сезонів, взявши участь у 288 матчах чемпіонату. Більшість часу, проведеного у складі «Есперанса», був основним гравцем захисту команди.
З червня 2004 року виступав в англійських клубах «Болтон Вондерерз» та «Бірмінгем Сіті».
Завершив професійну ігрову кар'єру у «Саутгемптоні», за який виступав протягом 2009–2012 років.

## Виступи за збірну
1996 року дебютував в офіційних матчах у складі національної збірної Тунісу на олімпійських іграх в США.
У складі національної збірної був учасником п'яти Кубків африканських націй (2000 року у Гані та Нігерії, 2002 року у Малі, 2004 року вдома, здобувши того року титул континентального чемпіона, 2006 року в Єгипті та 2008 року у Гані), двох чемпіонатів світу (2002 року в Японії і Південній Кореї та 2006 року у Німеччині) і розіграшу Кубка конфедерацій 2005 року у Німеччині.
Всього протягом кар'єри у національній команді, яка тривала чотирнадцять років, провів у формі головної команди країни 104 матчі, забивши 7 голів.

## Титули і досягнення
- Чемпіон Тунісу (8): 1994, 1998, 1999, 2000, 2001, 2002, 2003, 2004
- Переможець Ліги чемпіонів КАФ: 1994
- Володар Суперкубка Тунісу (2): (1994, 2001)
- Фіналіст Арабської ліги чемпіонів: 1995
- Переможець Суперкубка КАФ: 1995
- Переможець Кубка КАФ: 1997
- Володар Кубка Тунісу (2): 1997, 1999
- Переможець Кубка володарів Кубків КАФ: 1998
- Фіналіст Ліги чемпіонів КАФ (2): 1999, 2000
- ФіналістСуперкубка КАФ: 1999
- Володар Кубка африканських націй: 2004